# Anthrax-Anschläge 2001

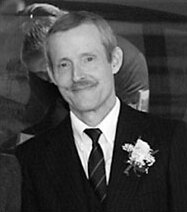
Der vom FBI beschuldigte Bruce Edwards Ivins

Die Anthrax-Anschläge 2001 in den USA wurden im Verlauf mehrerer Wochen nach dem 18. September 2001 (eine Woche nach den Terroranschlägen am 11. September 2001) verübt. Briefe mit Milzbrandsporen wurden an mehrere Nachrichtensender und Senatoren verschickt, fünf Menschen starben. Ein Nachspiel der Anschläge war der Erlass des Antiterrorgesetzes USA PATRIOT Act. Am 6. August 2008 beschuldigten FBI und Justizministerium Bruce Edwards Ivins, alleinig für die Anschläge verantwortlich gewesen zu sein. Eine Woche zuvor hatte er Suizid begangen.

## Zusammenfassung
Zwei Wellen von Anschlägen mit Milzbrand-Sporen wurden verübt:
Am 18. September 2001 wurden fünf Briefe verschickt, die ein braunes granuläres Material enthielten. Die Briefe trugen Poststempel eines Briefzentrums in Trenton im Bundesstaat New Jersey und waren an drei Nachrichtensender und zwei Zeitungen adressiert, vier von den Adressen in New York City.
Drei Wochen später wurden zwei weitere Briefe, mit Poststempel vom 9. Oktober 2001, vom Briefzentrum in Trenton aus verschickt. Diese Briefe enthielten eine weitaus potentere Form des Anthrax-Erregers. Sie waren an zwei demokratische Senatoren adressiert, Tom Daschle (Bundesstaat South Dakota) und Patrick Leahy (Bundesstaat Vermont). Der Brief an Daschle wurde am 15. Oktober von einem Mitarbeiter geöffnet. Die regierungsinterne Postverteilung wurde daraufhin stillgelegt. Der ungeöffnete Brief an Leahy wurde am 16. November in einem beschlagnahmten Postsack sichergestellt. Aufgrund einer falsch entzifferten Postleitzahl wurde der Brief an eine Nebenstelle des US-Außenministeriums in Sterling (Virginia) fehlgeleitet. Der dortige Mitarbeiter in der Poststelle, David Hose, atmete Sporen des Milzbranderregers ein.
Die Briefe an die Senatoren waren weitaus wirksamer als die Briefe der ersten Milzbrand-Attacke. Sie enthielten sehr feines, trockenes Pulver, welches aus etwa einem Gramm fast reiner Sporen bestand. Das Material wurde von einer Professorin der State University of New York, Barbara Hatch Rosenberg, als „weaponized“ bzw. „weapons grade“ (waffentauglich)  bezeichnet. Die Washington Post meldete aber im September 2006, dass das FBI diese Einschätzung nicht mehr teile.
22 Menschen entwickelten eine Milzbrand-Infektion, elf über den lebensbedrohlichen Inhalationsweg. Fünf starben an den Folgen der Milzbrand-Infektion. Neben dem ersten Opfer, Robert Stevens aus Florida, der bei dem Adressaten der Briefe American Media arbeitete, erlagen zwei weitere Personen auf unbekannte Weise dem Milzbranderreger, vermutlich über eine Kreuzkontamination der Briefe: Kathy Nguyen, eine vietnamesische Immigrantin, die im New Yorker Stadtbezirk Bronx wohnte und in Manhattan arbeitete, sowie Ottilie Lundgren, die 94-jährige Witwe eines prominenten Richters aus Oxford (Connecticut). Sie stellte das letzte Opfer der Anschlagserie dar. Zwei weitere Opfer, Thomas L. Morris, Jr. und Joseph P. Curseen, Jr., waren in der Post in Brentwood, Washington, D.C., beschäftigt.

## Die Briefe
Es wird davon ausgegangen, dass die Briefe mit dem Milzbranderreger aus Princeton (New Jersey) verschickt wurden. Im August 2002 stießen Ermittler auf Milzbrandsporen an einem öffentlichen Briefkasten auf der Nassau Street nahe dem Campus der Princeton University. Ungefähr 600 Briefkästen wurden auf Milzbranderreger hin untersucht. Nur der Briefkasten auf der Nassau Street fiel im Test positiv aus.

### Die Briefnotizen

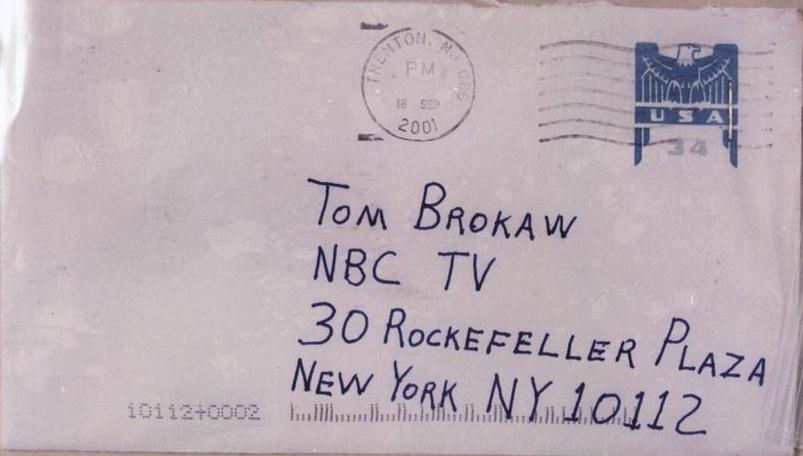
Der an die NBC adressierte Anthrax-Brief.

Die Briefe an die New York Post und an die NBC News enthielten folgende Worte:
09-11-01
THIS IS NEXT
TAKE PENACILIN  NOW
DEATH TO AMERICA
DEATH TO ISRAEL
ALLAH IS GREAT
Ins Deutsche übersetzt heißt dies:
11. 9. 2001
Dies ist der nächste [Anschlag]
Nimm jetzt Penicillin
Tod für Amerika
Tod für Israel
Allah ist groß

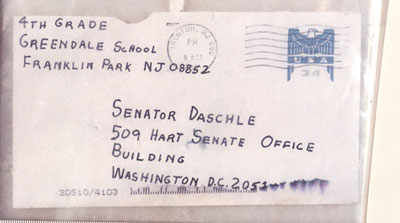
Der originale Briefumschlag adressiert an Senator Daschle

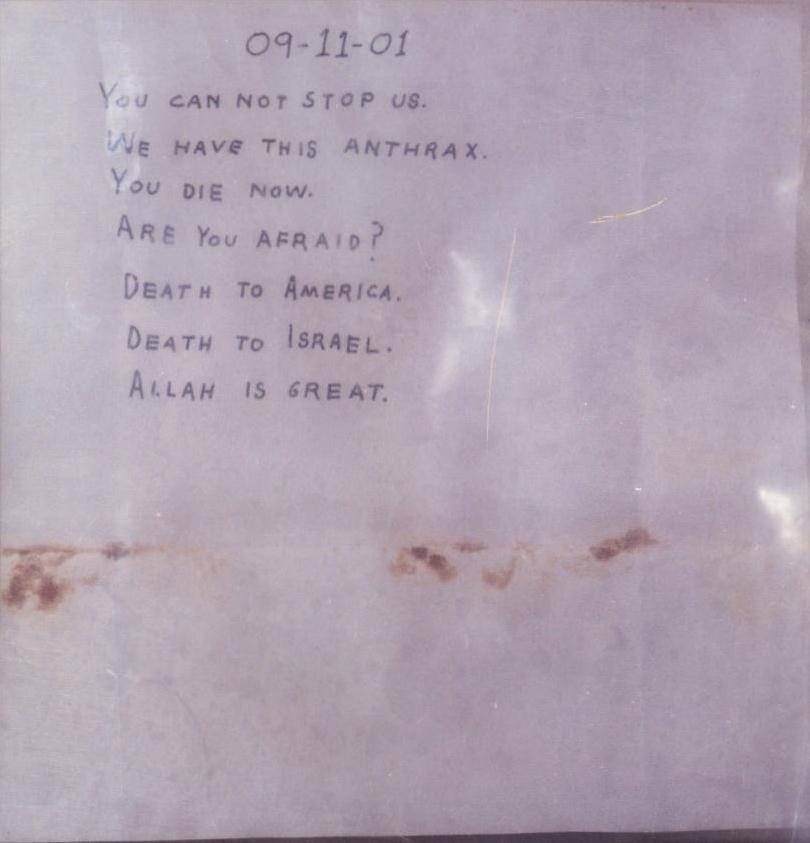
Inhalt des an Daschle adressierten Briefs

Der Inhalt der Briefe an die Senatoren Daschle und Leahy lautete:
09-11-01
YOU CAN NOT STOP US.
WE HAVE THIS ANTHRAX.
YOU DIE NOW.
ARE YOU AFRAID?
DEATH TO AMERICA.
DEATH TO ISRAEL.
ALLAH IS GREAT.
Die deutsche Übersetzung hiervon lautet:
11. 9. 2001
Ihr könnt uns nicht stoppen.
Wir haben dieses Anthrax [hier].
Du wirst nun sterben.
Hast du Angst?
Tod für Amerika.
Tod für Israel.
Allah ist groß.
Die Absenderadresse der Briefe an Daschle und Leahy lautete:
4th Grade
Greendale School
Franklin Park NJ 08852
Die angegebene Adresse des Absenders ist frei erfunden. Es gibt zwar ein Franklin Park in  New Jersey, aber die Postleitzahl 08852 bezieht sich auf die nahegelegene Siedlung Monmouth Junction, New Jersey. Es existiert keine Greendale School in New Jersey, nur eine Greenbrook Elementary School im benachbarten South Brunswick Township, New Jersey, zu der auch Monmouth Junction gehört. „4th Grade“ steht für die 4. Klasse der US-amerikanischen Elementary School (Grundschule), deren Schüler zwischen 9 und 10 Jahren alt sind.

## Das Milzbrandmaterial
Die Briefe enthielten mindestens zwei verschiedene Stufen des Milzbranderregers: Ein grobes braunes Material in den Briefen an die Medien und ein feines Pulver an die Senatoren. Zudem wird angenommen, dass das Milzbrandmaterial, das an eine alte Briefkastenadresse des National Enquirer gesendet und später an die American Media (AMI) weitergeleitet wurde, eine Zwischenstufe der Qualität ähnlich der Milzbrandqualität in den Senatorenbriefen war. Das bräunliche granuläre Sporenpulver an die Medienagenturen in New York City verursachte nur Hautinfektionen. Der Milzbrand an die Senatoren und an AMI in Florida verursachte eine weitaus gefährlichere Form der Infektion über Inhalation.
Obwohl die Herstellungsqualitäten des Milzbrands unterschiedlich waren, stammte sämtliches Material von demselben bakteriellen Erregerstamm – bekannt unter dem Namen Ames-Stamm, der im Biowaffenlager der U.S. Army Medical Research Institute of Infectious Diseases (USAMRIID) Fort Detrick in Maryland hergestellt worden war. Der Ames-Stamm wurde mindestens an fünfzehn biologische Untersuchungslaboratorien innerhalb der USA und sechs in Übersee verteilt. Die bei den Anschlägen verwendeten Sporen gehörten zu einer genetischen Variante namens RMR-1029, die in einer einzigen Flasche aufbewahrt wurde, welche sich in Ivins Labor befand.
Anfang Dezember 2001 wurde eine DNA-Sequenzierung des Milzbrands des ersten Opfers Robert Stevens unter der Leitung des Institute for Genomic Research vorgenommen. Innerhalb eines Monats war die Untersuchung abgeschlossen. Die Analyse wurde im Journal Science 2002 veröffentlicht und enthüllte eine Reihe von Unterschieden gegenüber Untersuchungen aus Laboratorien in England. Eine anschließende Testreihe zeigte, dass der Milzbrand mit dem ursprünglichen Ames-Stamm aus Fort Detrick identisch war.
Eine Radiokohlenstoffdatierung, geleitet von dem Lawrence Livermore National Laboratory im Juni 2002, wies nach, dass der Milzbrand nicht mehr als zwei Jahre vor dem Versenden der Briefe mikrobiologisch kultiviert worden war. Im Oktober 2006 wurde berichtet, dass das Wasser, das für die Entwicklung der Milzbrandsporen benötigt wird, aus einer Quelle im Nordosten der USA gestammt habe. Laut Presseberichten 2003 waren Versuche des Reverse Engineering zur Rekonstruierung des Milzbrands aus den Briefen unter Leitung des FBI fehlgeschlagen.

## Ermittlungen
Zunächst wurde der US-Wissenschaftler Steven Hatfill verdächtigt, Urheber der Anthrax-Anschläge zu sein. Die Behörden stellten das Verfahren jedoch wieder ein. Eine Klage Hatfills gegen die US-Behörden endete im Juli 2008 mit einem Vergleich und der Zahlung von 5,8 Mio. Dollar an ihn.
Medienberichten zufolge soll der bei der US-Armee im Bundesstaat Maryland beschäftigte Wissenschaftler Bruce Edwards Ivins am 29. Juli 2008 Suizid begangen haben, kurz bevor US-amerikanische Strafverfolgungsbehörden wegen der Anschläge von 2001 Anklage gegen ihn erheben konnten. Am 6. August 2008 verkündeten Ermittler des FBI auf der Grundlage aller gesammelten Beweise, dass Ivins der einzig Verantwortliche für die Anthrax-Anschläge sei. Zugleich wurden Teile der Ermittlungsakten freigegeben. Hauptindizien gegen Ivins waren eine nicht gemeldete Kontaminierung seines Büros 2001 mit Anthrax und eine laut seinem Bruder bestehende depressive Veranlagung mit Hang zu Allmachtsfantasien. Zudem hatte Ivins jeweils vor den Tagen des Anthrax-Versands nächtliche Überstunden im Labor verbracht. Ivins’ Anwalt hingegen sagte, dass unerbittlicher Druck und Anspielungen der Ermittler zum Suizid seines Mandanten geführt hätten.
Die Ermittlungen wurden am 19. Februar 2010 eingestellt und Bruce Edwards Ivins vom FBI zum alleinigen Täter erklärt. Ob die Indizien tatsächlich ausreichend waren, ist umstritten. Die durch das FBI in Auftrag gegebene Evaluation der wissenschaftlichen Untersuchungen durch die National Academy of Science stand zum Zeitpunkt der Beendigung der Ermittlungen noch aus. Jeffrey Adamovicz, früherer Chef von Ivins, ist von dessen Schuld nicht überzeugt, da Ivins weder das nötige Know-how noch die nötige Ausrüstung besessen habe.
Seine Angaben decken sich mit den Berechnungen weiterer Beobachter, denen zufolge die Menge an benötigtem Anthrax nicht alleine von Ivins hergestellt worden sein könne. Demnach sei ein Gesamtvolumen von etwa 260 l nötig gewesen, was sicherlich aufgefallen wäre, zumal man dafür bei zwei Herstellungsgängen pro Woche circa 65 Wochen benötigt hätte. Heine  spricht sogar von 50 Wochen Non-Stop-Arbeit, um diese Menge an Milzbrand anzuzüchten.
Die unter dem FOIA veröffentlichte „Amerithrax Investigative Summary“ sei an mehreren Stellen irreführend. So wird beispielsweise Ivins’ einfacher Zugang zu einem Fermenter (Bioreaktor) und Lyophiliser (Gerät zur Gefriertrocknung) betont, obwohl der Fermenter nach Zeugenaussagen in fraglichem Zeitraum nicht benutzt worden und sogar defekt gewesen war. Der Lyophiliser befinde sich nicht in einem Sicherheitslabor und sei nicht für Anthrax benutzt worden, da dies zu einer weitreichenden Kontamination des Areals und unausweichlich zu Infektionen der ungeimpften Mitarbeiter geführt hätte. Das FBI führt des Weiteren Ivins’ Arbeitszeiten zu ungewöhnlichen Abendstunden an. Abgesehen davon, dass diese Zeiten zu kurz seien, um Milzbrand für die Briefe herzustellen, hält Gerry Andrews, ein weiterer Bakteriologie-Chef am USAMRIID, die Zeiten für irrelevant, da die Sporen bereits 1997 hergestellt worden sein könnten. Die Zeiten ließen sich auch durch Ivins’ Mitarbeit an Impfstoffstudien (Tierversuchen) erklären, welche nach Angaben von Kollegen Betreuung gebraucht hätten.
Als Folge der Anschläge wurde das geheime Mail-Isolation-Control-and-Tracking-Programm (MICT) eingeführt. Dabei werden alle Papierpostbriefe, die in den USA verarbeitet werden, fotografiert, um den Strafverfolgungsbehörden eine nachträgliche Nachverfolgung zu ermöglichen.
Im Oktober 2001 erzwangen die Regierungen Kanadas und der USA drastische Preissenkungen von Bayer, dem Hersteller des Anthrax-Gegenmittels Cipro. Der damalige US-Gesundheitsminister Tommy Thompson hatte gedroht, Bayers Patent zu verletzen und Generika produzieren zu lassen, so wie es zuvor bereits in Kanada geschehen war.

## Rezeption
In seiner Rede am 5. Februar 2003 zur Begründung für einen Angriff auf den Irak vor dem Sicherheitsrat der Vereinten Nationen bezog sich der damalige Außenminister der Vereinigten Staaten Colin Powell explizit auf die Anthrax-Anschläge, indem er mittels einer kleinen Ampulle, die angeblich Anthrax enthielt, die versammelten Staaten auf die Dosis des Giftes hinwies. Während „weniger als ein Teelöffel voll trockenem Anthrax in einem Umschlag den Senat der Vereinigten Staaten im Herbst 2001 lahmlegte“ und u. a. zwei Postangestellte tötete (Verweis seitens Powell auf die Ampulle als Vergleichsstück für die Dosis in dem Umschlag), könnte Saddam Hussein 25.000 Liter produziert haben, die „[...] zehn auf zehn auf zehntausend von Teelöffeln“ mit dem tödlichen Material füllen könnten. Die Existenz von Anthrax in irakischen Beständen entpuppte sich später als haltlos.